# 迈马乌苏郭勒
迈马乌苏郭勒，位于中华人民共和国内蒙古自治区巴彦淖尔市乌拉特后旗北部的一条干河，发源于获各琦苏木东北巴仁沙日尔呼热山顶，蜿蜒向西北流，经沙日哈达、沙布嘎、夏巴根、阿达根沙布嘎、毛登善达等地，最后注入保罗苏亥洼地。河长109.9千米，集水面积1090.18平方千米，河道平均比降6.92‰。全河均为干河，中游河床不明显。